# 最猛学生
最猛学生是2016年马来西亚网络电影。由钟盛忠自编自导，并在YouTube平台播出。由钟盛忠、钟晓玉、蔡常勇、蔡常乐、钟旭辉、林佩珊、江沁雯、林铭、Bryan Wee及温舒森领衔主演，并由余丽莎、梁金龙、陈文伟、陈东元、罗家晖、邓杰胜、钟喜敬、小肥、姚乙凤、张志发及郑永寿特别演出。导演为钟盛忠。2016年9月10日於YouTube無限制免費播放。

## 剧情简介
该电影的类型为校园和黑社会。该电影讲述猛男和猛女都来自单亲家庭，钟妈妈为了让兩兄妹更加勇敢就帮猛男和猛女取了勇猛的名字叫做猛男和猛女。兩兄妹分别也成立自己的帮派叫做猛男队和猛女队。猛女和猛男从小就是死对头。由于猛男和猛女到处惹事生非所以惹到流氓。猛男被流氓打的时候钟妈妈突然间晕倒结果送去医院时医生诊断钟妈妈患有血癌。猛男队和猛女队因为钟妈妈被医生诊断出患有血癌而团结起来四处筹款以治疗钟妈妈的血癌。最终钟妈妈因血癌不幸离世。猛男和猛女在钟妈妈逝世后开始自暴自弃不想读书。幸好兩兄妹有队友們做为精神支柱所以没有自杀。眾人在此之后振作起来努力读书最终在中五统一考试考到好成绩。

## 演员列表
| 演員               | 角色   | 角色介紹 | 国语配音 |
| 钟盛忠             | 猛男   | 猛男来自单亲家庭，钟妈妈为了让他更加勇敢就帮他取了勇猛的名字叫做猛男。猛男性格霸道是班上的老大，所有同学都很怕他。他也成立自己的帮派叫猛男队。                               |          |
| 钟晓玉             | 猛女   | 猛女来自单亲家庭，钟妈妈为了让她更加勇敢就帮他取了勇猛的名字叫做猛女。猛女是一位天不怕地不怕的女生，她就是猛男的龙风胎妹妹和猛男从小就是死对头。她也成立自己的帮派叫猛女队。 |          |
| 蔡常勇             | 常勇   | 常勇是全班最可爱的男生虽然长得可爱但遇到兄弟有需要帮忙的时候他也会常常勇敢地挺身而出。                                                                                       |          |
| 蔡常乐             | 常乐   | 常乐是一位天真无邪的小孩。无论遇到什么事情他都咪咪眼，好像世界没有任何烦恼一样                                                                                               |          |
| 钟旭辉             | Benny  | Benny性格非常霸气也有黑社会老大的性格且非常大胆。有什么事情他都敢第一个挺身而出。                                                                                            |          |
| 林佩珊             | 阿三   | 阿三性格三八到困难的时候特别胆小，和蛇精男是情敌因为他们爱上同一个人。 |          |
| Caca (江沁雯)      | Caca   | Caca是一位非常有特色的女生。她每说完一句话后面都会加一些非常非常搞笑的笑声。她的为人是非常重感情。                                                                           |          |
| 林铭               | Dennis | Dennis性格非常搞笑。同时Dennis非常仰慕猛女。所以猛女说什么他都会帮忙完成。是猛女队里面的开心果。                                                                             |          |
| Bryan Wee (韦邵政) | 蛇精男 | 蛇精男是性別不明的男生，他性格风骚，理想对象竟然是猛男。 |          |
| 温舒森             | Susan  | Susan是功课非常好的女生算是最文静的一个与猛女和Caca是好姐妹。 |          |
| 余丽莎             | 钟妈妈 | 猛男和猛女之母。 |          |
| 梁金龙             | 许老师 | |          |
| 陈文伟             | 流氓   | |          |
| 罗家晖             | 流氓   | |          |
| 陈东元             | 流氓   | |          |
| 邓杰胜             | 流氓   | |          |
| 小肥               | 流氓   | |          |
| 钟喜敬             | 老师   | |          |
| 姚乙凤             | 老师   | |          |
| 张志发             | 老师   | |          |
| 郑永寿             | 老师   | |          |

## 点击率
本片在YouTube發表後，点击率六天內超過100萬，一年內超過300萬。據钟盛忠官方YouTube频道数据，截至2023年2月，点击率為829萬。

## 电影歌曲
本片的歌曲收錄於钟盛忠、钟晓玉兄妹的EP《想你的时候》，為兩人合作推出的第四張EP，钟盛忠參與了曲、詞創作。
| EP《想你的时候》 | EP《想你的时候》       | EP《想你的时候》 | EP《想你的时候》 | EP《想你的时候》 | EP《想你的时候》 |
| 曲序             | 曲目                   |                  | 作曲             | 编曲             | 演唱             |
| ---------------- | ---------------------- | ---------------- | ---------------- | ---------------- | ---------------- |
| 1.               | 想你的时候（主题曲）   | 钟盛忠 彭学斌    | 钟盛忠           | 李祥熙           | 钟盛忠           |
| 2.               | Give Me A Call（插曲） | 瑞业             | 钟盛忠           | 饶善强           | 钟盛忠           |

## 相关电影
- 最烂学生？
- 最烂学生?2
- 最烂学生?3
- 爱在校园
- 最猛老师
- 中学那一年

## 电影节目的变迁
| 钟盛忠官方YouTube 频道 电影节目时段 | 钟盛忠官方YouTube 频道 电影节目时段 | 钟盛忠官方YouTube 频道 电影节目时段 |
| ----------------------------------- | ----------------------------------- | ----------------------------------- |
|                                     | 最猛学生 (2016年9月10日)            |                                     |
| 最烂学生?3 (2015年9月19日)          | 爱在校园 (2017年8月26日)            |                                     |